# Au Masculin
Au Masculin (dansk: "i hankøn") er det tredje album af den franske sangerinde Amandine Bourgeois, udgivet i 2014. Albummet består modsat hendes tidligere album af en fortolkning af sange, som har påvirket Amandine Bourgeois gennem hendes liv, samtidig med at alle sangene oprindeligt er sunget af mænd, herfra kommer titlen. Amandine Bourgeois havde egentlig planlagt et album af egne sange. Albummet nåede blot op som nr 52 på de franske hitlister.

## Baggrund
I 2013 vandt Amandine Bourgeois Chansons d'Abord og kom derfor med til Eurovision Song Contest 2013 for Frankrig med sangen "L'enfer et moi" skrevet af David Salkin og Boris Bergman.. Selv om Amandine Bourgeois fik en yderst skuffende 23.-plads gik "L'enfer et moi"'s pladeselskab Warner Music France dog alligevel med til at producere Amandine Bourgeois' tredje album eftersom, at hun havde en succesfuld deltagelse på Jean-Jacques Goldmans album Génération Goldman.
Amandine Bourgeois havde i starten også forestillet sig sit tredje album som et originalt album ligesom hendes to foregående, men efter floppet af hendes andet album Sans amour mon amour, som kun solgte 4.000 eksemplarer, og nederlaget med "L'enfer et moi" ved Eurovision Song Contest 2013 måtte hun ty til andre midler og valgte derefter albummets nuværende koncept. Hun havde også tidligere udtalt sig om sit mishag ved den slags album, men en skribent udtaler, at "hun tydeligvis er en sanger, der er i en position, hvor hun ikke længere selv kan bestemme".

## Produktion
Produktionen til Au Masculin fandt sted i foråret 2014 med hjælp fra Warner Music France. Produktionen blev påbegyndt samtidig med Amandine Bourgeois' underskrivelse af en kontrakt om et album med Warner Music France. Amandine Bourgeois har udtalt om produktionen, at hun arbejder sammen med Quentin Bachelet, som er sangeren Pierre Bachelets søn.

## Single
Singlen "Ma Gueule" blev allerede udgivet den 21. marts 2014.

## Sange
Et udvalg af de 17 sange på albummet:
- "Ma Gueule"
- "Alors on danse"
- "La ballade de Jim"
- "Love me, please love me"
- "Madame rêve"
- "Il est cinq heures, Paris s'éveille"
- "Mona Lisa Klaxon"